# Gheorghe Albu (fotbalist)
Gheorghe Albu (n. 18 noiembrie 1909 - d. 26 iunie 1974) a fost un fotbalist român, care a jucat în echipa națională de fotbal a României la Campionatul Mondial de Fotbal din 1934 (Italia).

## Titluri
- Divizia A (4) : 1933-1934, 1938-1939, 1939-1940, 1948-1949

## Statistici ale carierei
| Sezon     | Club            | Țară    | Meciuri | Goluri |
| --------- | --------------- | ------- | ------- | ------ |
| 1924-1928 | AMEFA Arad      | România | N/A     | N/A    |
| 1929      | Gloria CFR Arad | România | N/A     | N/A    |
| 1929/30   | Gloria CFR Arad | România | N/A     | N/A    |
| 1930/31   | Gloria CFR Arad | România | N/A     | N/A    |
| 1931/32   | Gloria CFR Arad | România | N/A     | N/A    |
| 1932/33   | Gloria CFR Arad | România | 11      | 0      |
| 1933/34   | Venus București | România | 9       | 3      |
| 1934/35   | Venus București | România | 22      | 0      |
| 1935/36   | Venus București | România | 21      | 0      |
| 1936/37   | Venus București | România | 22      | 2      |
| 1937/38   | Venus București | România | 18      | 2      |
| 1938/39   | Venus București | România | 17      | 3      |
| 1939/40   | Venus București | România | 1       | 0      |
| 1940/41   | FC Craiova      | România | 16      | 6      |
| 1941/42   | FC Craiova      | România | N/A     | N/A    |
| 1942/43   | FC Craiova      | România | 20      | 3      |
| 1943/44   | FC Craiova      | România | 6       | 1      |